# La Bastide-l’Évêque
La Bastide-l’Évêque – miejscowość i dawna gmina we Francji, w regionie Oksytania, w departamencie Aveyron. W dniu 1 stycznia 2016 roku z połączenia trzech ówczesnych gmin – La Bastide-l’Évêque, Saint-Salvadou oraz Vabre-Tizac – powstała nowa gmina Le Bas Ségala. Siedzibą gminy została miejscowość La Bastide-l’Évêque. W 2013 roku populacja La Bastide-l’Évêque wynosiła 845 mieszkańców. Przez miejscowość przepływa rzeka Aveyron.

## Zabytki
Zabytki posiadające status monument historique:
- zamek Réquista (fr. Château de Réquista) w osadzie Cabanes